# Vallauris
Vallauris je město na východě Francie v departmentu Alpes-Maritimes a regionu Provence-Alpes-Côte d'Azur. Má kolem 30 000 obyvatel.

## Geografie

### Klima
Průměrná zimní teplota je 11 °C, letní 25 °C.

### Vývoj počtu obyvatel
Počet obyvatel

## Osobnosti

### Rodáci
- Jean Bottéro (1914 - 2007), asyrolog

### Slavní obyvatelé města
- Pablo Picasso (1881 - 1973), španělský malíř
- Jean Marais (1913 - 1998), herec, sochař, malíř a spisovatel

## Doprava
Vallauris je dostupné po dálnici A6 a A7. Přibližně 25 kilometrů od města leží mezinárodní letiště Aéroport International Nice-Côte d’Azur.

## Partnerská města
- Auderghem, Belgie
- Hódmezővásárhely, Maďarsko
- Lindenberg, Německo